# Stanley Drucker
Pour les articles homonymes, voir Drucker.
Stanley Drucker, né le 4 février 1929 à New York et mort le 19 décembre 2022 à Vista (Californie), est un clarinettiste américain. Pendant près de cinq décennies, il a été clarinettiste solo du New York Philharmonic. Selon Guinness World Records, il a réalisé la plus longue carrière de clarinettiste. Stanley Drucker a créé le concerto pour clarinette de John Corigliano.